# تصویر سوزاندنی
«نگاره‌ای برای سوزاندن» تک‌آهنگی از هنرمند اهل ایالات متحده آمریکا تیلور سوئیفت است که در سال ۲۰۰۸ میلادی منتشر شد. این تک‌آهنگ در آلبوم تیلور سوئیفت قرار داشت.
این تک‌آهنگ جزو ده ترانه نخست جدول ترانه‌های کانتری داغ بیلبورد آمریکا قرار گرفت.